# Aisin Gioro
Aisin Gioro é o clã imperial de Manchu imperadores da dinastia Qing. A Casa de Aisin Gioro governou a China a partir de 1644, até a Revolução Xinhai de 1911-12, que estabeleceu um governo republicano em seu lugar. A palavra aisin significa "de ouro" na língua Manchu, e gioro é o nome do lar ancestral na atual Yilan, na Província de Heilongjiang. Em Manchu personalizado, as famílias são identificadas em primeiro lugar, pela sua hala (哈拉), i.e. a sua família ou clã nome e, em seguida, por mukūn (穆昆), a classificação mais detalhada, normalmente referindo-se a famílias individuais. No caso da Aisin Gioro, Aisin é o mukūn, e Gioro é o de hoje. Outros membros da Gioro clã incluem Irgen Gioro (伊爾根覺羅), Susu Gioro (舒舒覺羅) e Sirin Gioro (西林覺羅).
A dinastia Jin (jin significa ouro em Chinês) do Jurchens, antepassados dos Manchus, era conhecido como aisin gurun, e a dinastia Qing foi inicialmente nomeado (a) amaga aisin gurun, ou mais Tarde dinastia Jin. Desde a queda do Império Qing, um número de membros da família mudaram seus sobrenomes para Jin (Chinês: 
金), pois tem o mesmo significado que "Aisin". Por exemplo,o irmão mais novo do imperador  pu yi , mudou seu nome de Aisin Gioro Puren (愛新覺羅溥任) para Jin Youzhi (金友之) e de seus filhos, por sua vez adoptar Jin como o seu nome de família.

## Lista de geração de prefixos
As mais recentes adições à lista foram os últimos 12 caracteres, tomadas a partir de uma "geração poema", composta por pu yi , em 1938.
| Order                             | Generation prefix              | Radical code    | Examples                                         |
| --------------------------------- | ------------------------------ | --------------- | ------------------------------------------------ |
| Yongzheng Emperor                 | Yin (胤; yìn), Yun (允; yǔn)   | Shi (示; shì)   | Yinzhen, Yunreng, Yunsi, Yunxiang, Yunti         |
| Qianlong Emperor                  | Hong (弘; hóng)                | Ri (日; rì)     | Hongli, Hongzhou                                 |
| Jiaqing Emperor                   | Yong (永/顒; yǒng)             | Yu (玉; yù)     | Yongyan, Yongqi                                  |
| Daoguang Emperor                  | Mian (綿; mián), Min (旻; mǐn) | Xin (心; xīn)   | Minning, Mianyu                                  |
| Xianfeng Emperor                  | Yi (奕; yì)                    | Yan (言; yán)   | Yizhu, Yicong, Yixin, Yixuan, Yikuang            |
| Tongzhi Emperor / Guangxu Emperor | Zai (載; zài)                  | Shui (水; shuǐ) | Zaichun, Zaitian, Zaifeng, Zaitao, Zaiyi, Zaixun |
| Xuantong Emperor                  | Pu (溥; pǔ)                    | Ren (人; rén)   | Puyi, Pujie, Puren, Puru                         |
| N/A                               | Yu (毓; yù)                    | Shan (山; shān) | Yuzhan, Yuyan                                    |
| N/A                               | Heng (恆; héng)                | Jin (金; jīn)   | Hengxu                                           |
| N/A                               | Qi (啟; qǐ)                    | Qicong, Qigong  |                                                  |
| N/A                               | Dao (焘; dào)                  |                 |                                                  |
| N/A                               | Kai (闓; kǎi)                  |                 |                                                  |
| N/A                               | Zeng (增; zēng)                |                 |                                                  |
| N/A                               | Qi (祺; qí)                    |                 |                                                  |
| N/A                               | Jing (敬; jìng)                |                 |                                                  |
| N/A                               | Zhi (志; zhì)                  |                 |                                                  |
| N/A                               | Kai (開; kāi)                  |                 |                                                  |
| N/A                               | Rui (瑞; ruì)                  |                 |                                                  |
| N/A                               | Xi (錫; xī)                    |                 |                                                  |
| N/A                               | Ying (英; yīng)                |                 |                                                  |
| N/A                               | Yuan (源; yuán)                |                 |                                                  |
| N/A                               | Sheng (盛; shèng)              |                 |                                                  |
| N/A                               | Zheng (正; zhèng)              |                 |                                                  |
| N/A                               | Zhao (兆; zhào)                |                 |                                                  |
| N/A                               | Mao (懋; mào)                  |                 |                                                  |
| N/A                               | Xiang (祥; xiáng)              |                 |                                                  |

## Origem
O clã de Aisin Gioro, como um clã Manchu, reivindicou a descida dos Jurchen, que fundou a dinastia Jin , há quase cinco séculos anteriores sob o clã Wanyan. No entanto, os clãs de Aisin Gioro e Wanyan não são relacionados.
Aisin Gioro afirmou que seu progenitor, Bukūri Yongšon (布庫里雍順), foi concebido a partir de um nascimento virginal. De acordo com a lenda, se três donzelas celestiais, nomeadamente Enggulen (恩古倫), Jenggulen (正古倫) e Fekulen (佛庫倫), foram tomar banho em um lago chamado Bulhūri Omo perto da Montanha Changbai. Um pega caiu um pedaço de fruta vermelha perto de Fekulen, que comeu. Em seguida, ela ficou grávida com Bukūri Yongšon
Aisin Gioro também reivindicava descendência de Mentemu do Odoli clã, que serviu como chefes do Jianzhou Jurchens.

## Expansão em Nurhaci e Huangtaiji
Em Nurhaci e seu filho Huangtaiji, o clã Aisin Gioro da tribo de Jianzhou  ganhou hegemonia entre as tribos rivais Jurchen  do nordeste, em seguida, por meio das guerras e alianças estendeu seu controle na Mongólia Interior. Nurhachi e seus grandes criados, civis e militares, em unidades chamadas de "banners" para substituir os pequenos grupos de caça que usou em suas primeiras campanhas. Uma faixa foi composta de pequenas empresas, que inclui 7.500 guerreiros e suas famílias, incluindo escravos, sob o comando de um chefe. Cada faixa foi identificado por uma bandeira de cor que era amarelo, branco, azul ou vermelho, liso ou com uma borda de design. Originalmente havia quatro, depois oito,banners Manchu ; novos banners  Manchu foram criados, conquistando novas regiões, e, eventualmente, houve Manchus, Mongóis, Chineses e banners, oito para cada grupo étnico. Por 1648, menos de um sexto da bannermen foram, na verdade, de ascendência Manchu. A conquista Manchu da dinastia Ming foi, assim, alcançado com um exército multietnico liderado por Nobres Manchu e generais Chineses Han. Soldados Chineses Han foram organizados no Exército do Padrão Verde, que se tornou uma espécie de policia Imperial de força postado em toda a China e nas fronteiras.

## Casamentos e alianças políticas
Para os imperadores Qing,houve casamentos arranjados entre mulheres nobres Aisin-Gioro  e pessoas de fora para criar políticas aliança de casamento. Durante a conquista Manchu  do Império Ming, o governante Manchu ofereceu para casar suas princesas com militares oficiais Han , que serviam ao Império Ming como um meio de induzir estes agentes na rendição ou de desertar para o lado deles.Princesas Aisin-Gioro  também foram casadas com príncipes Mongóis, com a finalidade de formar alianças entre os Manchus e tribos Mongóis.
Os Manchus foram induzidos com êxito por um Chinês Han, Li Yongfang (李永芳), em desertar para o seu lado, oferecendo-lhe uma posição em Banners Manchu. Li Yongfang também se casou com a filha de Abatai, filho do fundador da dinastia Qing Nurhaci. Muitos mais Chineses Han abandonaram os seus postos no Império Ming e desertaram para o lado Manchu . Foram mais de 1000 casamentos entre homens Chineses Han e mulheres Manchu em 1632 – devido a uma proposta apresentada por Yoto (岳托), sobrinho do imperador Manchu Huangtaiji. Huangtaiji acreditava que casamentos entre Chineses Han e Manchus poderia ajudar a eliminar conflitos étnicos em áreas já ocupadas pelos Manchus, bem como ajudar os Chineses Han para que jamais se esquecessem de suas raízes ancestrais mais facilmente.
Mulheres nobres Manchu também casaram com homens Han que se renderam, ou desertaram para o lado Manchu . Mulheres Aisin-Gioro  se casaram com os filhos de generais Chineses Han Sol Sike (孫思克), Geng Jimao, Shang Kexi e Wu Sangui. O posto e'fu (額駙)  foi dado aos maridos de princesas Manchu . Geng Zhongming, um bannerman Han , foi agraciado com o título de "Príncipe Jingnan", enquanto seus netos Geng Jingzhong, Geng Zhaozhong (耿昭忠) e Geng Juzhong (耿聚忠) casaram com a filha de Hooge,a neta de Abatai, e a filha de Yolo, respectivamente. Sol Sike, o filho de Sol Cheng'en (孫承恩), casou com a quarta filha dp Imperador de Kangxi, Princesa Quejing Heshuo (和硕悫靖公主)

## Imperadores
- Nurhaci (1559-1626), fundador da dinastia Qing
- Huangtaiji (1592-1643),oitavo filho Nurhaci
- Fulin (1638-1661), onono filho do imperador do Imperador Shunzhi
- Xuanye (1654-1722), o terceiro filho do imperador Imperador de Kangxi
- Yinzhen (1678-1735), o quarto filho do impreador Imperador Yongzheng
- Hongli (1711-1799), o quarto filgo Imperador Qianlong
- Yongyan (1760-1820), o decimo-quinto filho do Jiaqing Imperador
- Minning (1782-1850), o segundo filho Imperador Daoguang
- Yizhu (1831-1861), o quarto filho do Imperador Xianfeng
- Zaichun (1856-1875), o filho primogenito do Imperador Tongzhi
- Zaitian (1871-1908), o segundo filho do Imperador Guangxu, Yixuan's segundo filho, "adotou" como irmão,o Imperador Tongzhi
- Pu yi (1906-1967), o primeiro filho do Imperador Zaifeng , "adotou" como filho o Imperador Guangxu

## Ferro-cap príncipes e seus descendentes
De acordo com a tradição imperial da dinastia Qing, os filhos de príncipes não herdam automaticamente títulos na mesma categoria como seus pais. Por exemplo, Yongqi manteve o título de "Príncipe Rong do Primeiro grau", mas quando o seu título passou para o seu filho, Mianyi, tornou-se "o Príncipe Rong de Segunda ordem". Em outras palavras, o título fica diminuída por um posto como é transmitida a cada geração subsequente, mas geralmente não menor do que a classificação de feng en fuguo gong (duque imperial de segunda classe). No entanto, foram 12 príncipes, que foram premiados com o privilégio shi xi wang ti("capacete de ferro"), o que significava que os títulos podem ser transmitidas para gerações subseqüentes sem a desclassificação de efeito.
Existiram 12  principado "capacetes de ferro",como são listados em seguida. Alguns deles foram renomeados em diferentes pontos no tempo, por isso eles tinham vários nomes.
- Príncipe Li / Príncipe Xun / Príncipe Kang, a linha de Daišan (1583-1648)
- Príncipe Rui, a linha de Dorgon (1612-1650)
- Príncipe Yu, a linha de Dodó (1614-1649)
- Príncipe Zheng / Príncipe Jian, a linha de Jirgalang (1599-1655)
- Príncipe Su / Príncipe Xian, a linha de Hooge (1609-1648)
- Príncipe Chengze / Príncipe Zhuang, a linha de Šose (1629-1655)
- Príncipe Shuncheng, a linha de Lekdehun (1619-1652)
- Príncipe Yi, a linha de Yinxiang (1686-1730)
- Príncipe Gong, a linha de Changning (1657-1703) e, em seguida, Yixin (1833-1898)
- Príncipe Chun, a linha de Yixuan (1840-1891)
- Príncipe da dinastia Qing, a linha de Yonglin (1766-1820)
- Príncipe Keqin / Príncipe Cheng / Príncipe Ping / Príncipe Yanxi, a linha de Yoto (1599-1639)

## Século 20 – presente
- Pujin (溥伒; 1893-1966), mais conhecido como Pu Xuezhai (溥雪齋), guqin jogador e pintura Chinesa artista, neto de Yicong (Príncipe Dun)
- Puru (1896-1963), Taiwan artista e calígrafo, neto de Yixin (Príncipe Gong)
- Jin Guangping (1899-1966), nascido Aisin-Gioro Hengxu, estudioso da Jurchen e Khitan idiomas
- Pujie (1907-1994),Irmao de pu yi, membro do Chinês Conferência Consultiva Política do Povo, chefe nominal do clã  Aisin-Gioro de 1967-1994
- Qigong (1912-2005), artista e calígrafo, desceu do Príncipe Ele peerage
- Jin Qicong (1918-2004), Jin Guangping filho, historiador e estudioso da Manchu e Jurchen idiomas
- Yuyan (1918-1997), calígrafo, distante sobrinho de pu yi
- Jin Youzhi (1918-2015), nascido Puren, meio-irmão de Pu-yi ,chefe nominal do Aisin Gioro clã de 1994-2015
- Aisin Gioro Yuhuan (1929-2003), artista de pintura Chinesa artista
- Jin Yuzhang (b. 1942),filho de Jin Youzhi, governador do distrito Chonwen de Pequim, chefe nominal do clã desde 2015
- Jin Pucong (b. 1956), de Taiwan político, supostamente[8] descende da clã.
- Zhao Junzhe (b. 1979), jogador de futebol, descendente de Boolungga, o quinto irmão de Nurhaci
- Aisin-Gioro Ulhicun,Filho de Jin Qicong, historiador e estudioso de idiomas Manchu, Jurchen e Khitan

## Imagens

Imagens
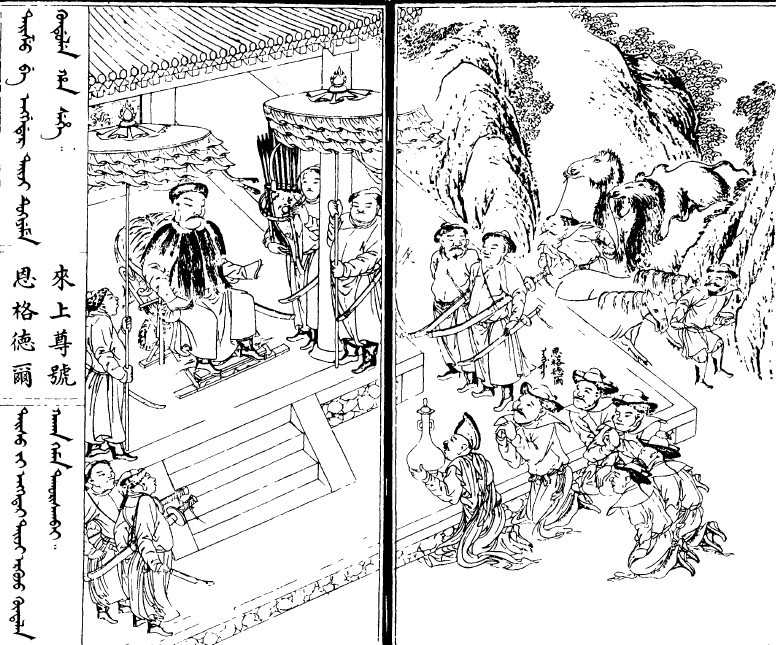
Nurhaci on his throne
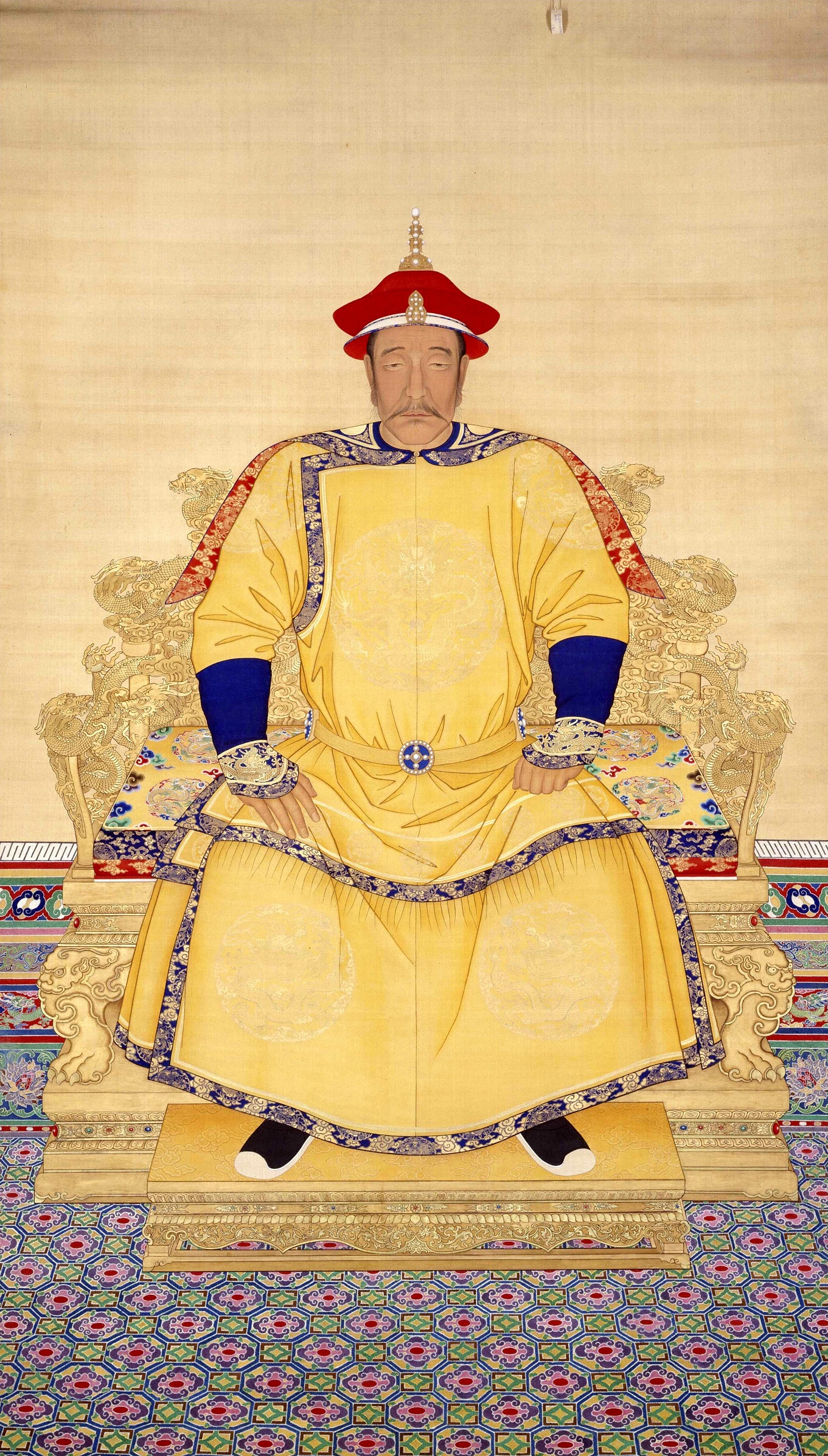
Nurhaci
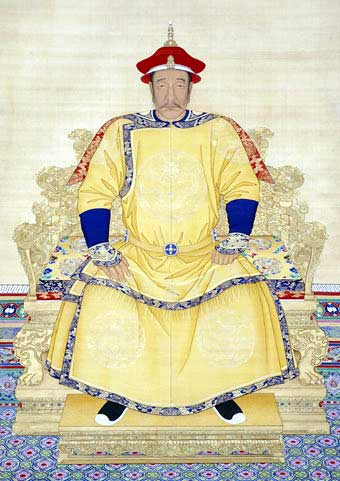
Nurhaci
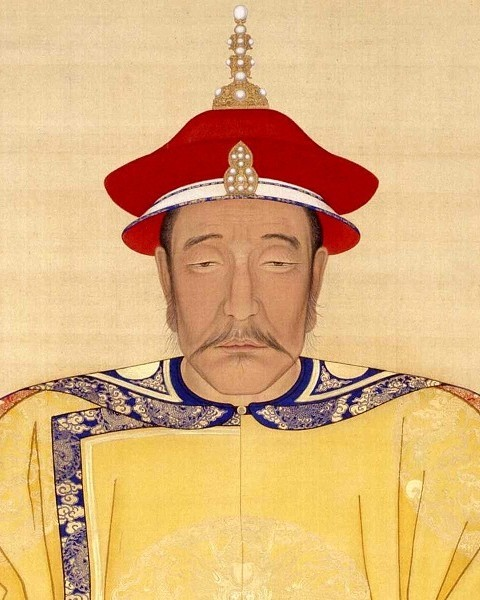
Nurhaci
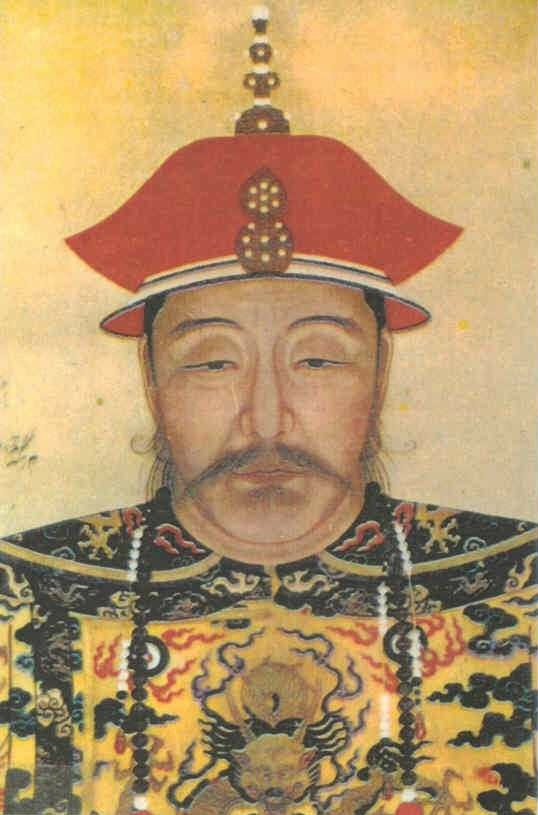
Nurhaci
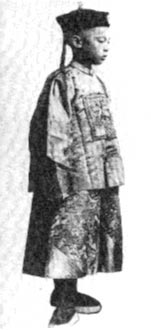
Puyi
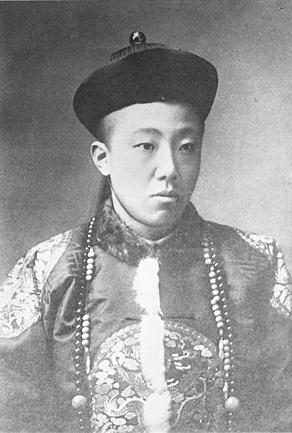
Zaitao
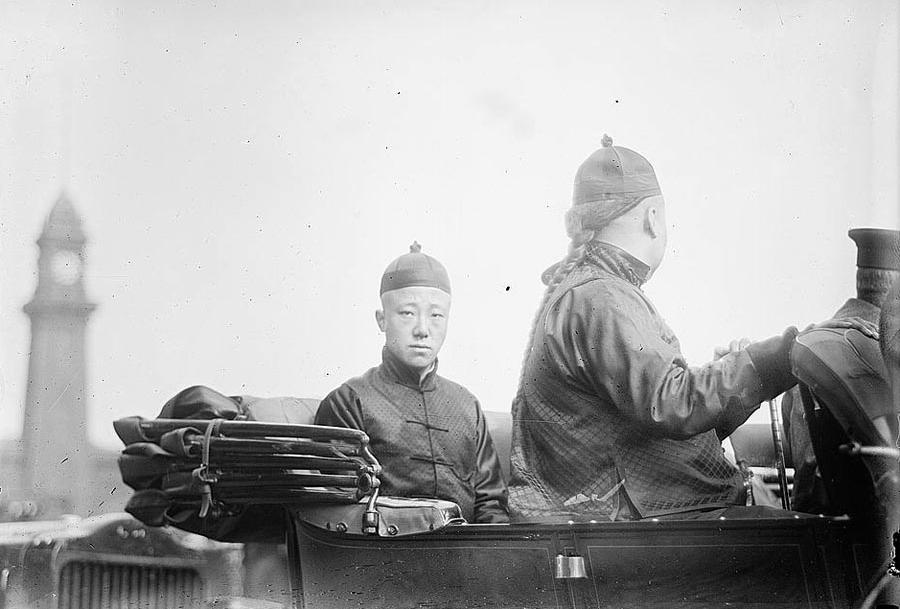
Zaitao in the United States
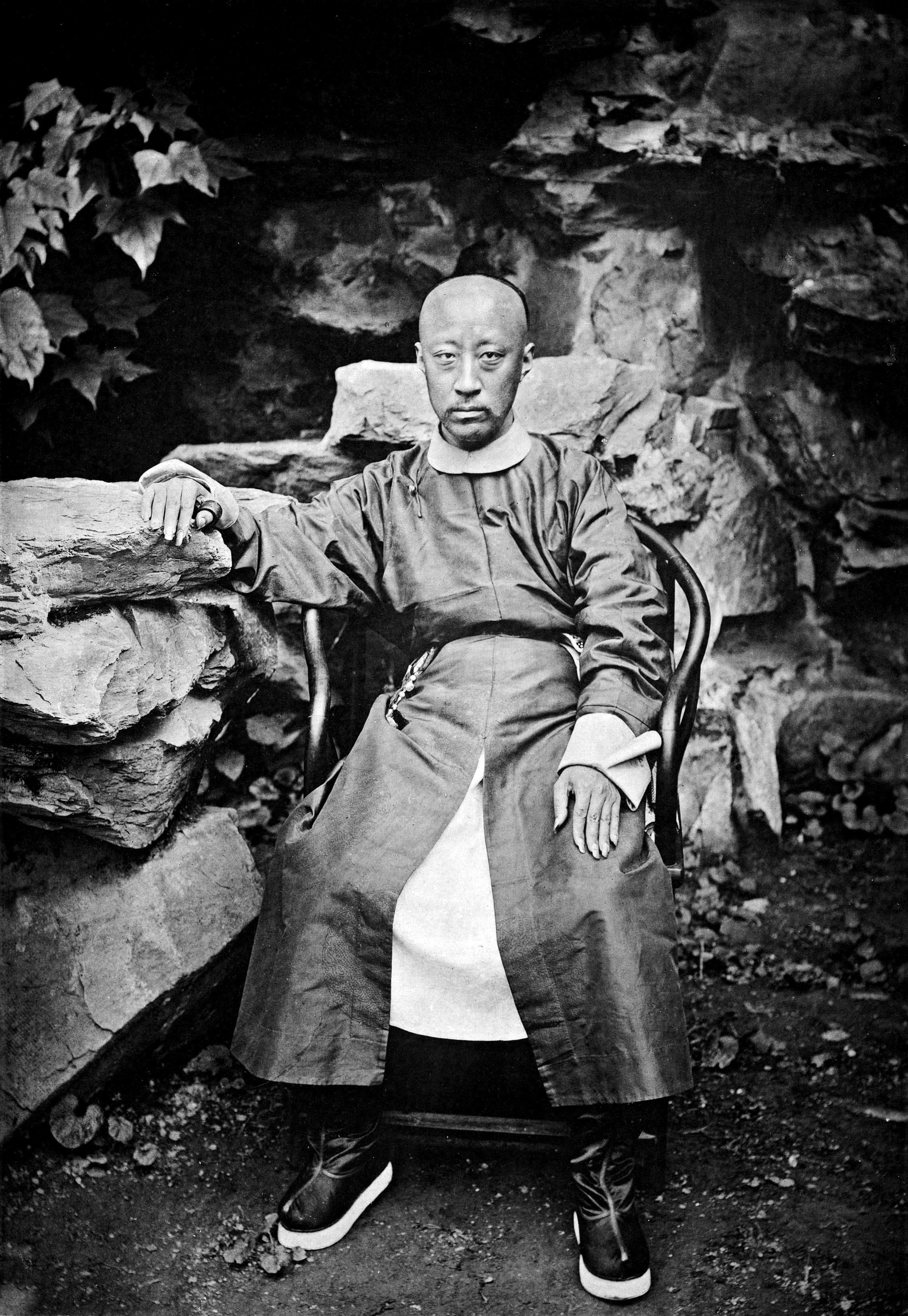
Yixin (Prince Gong)
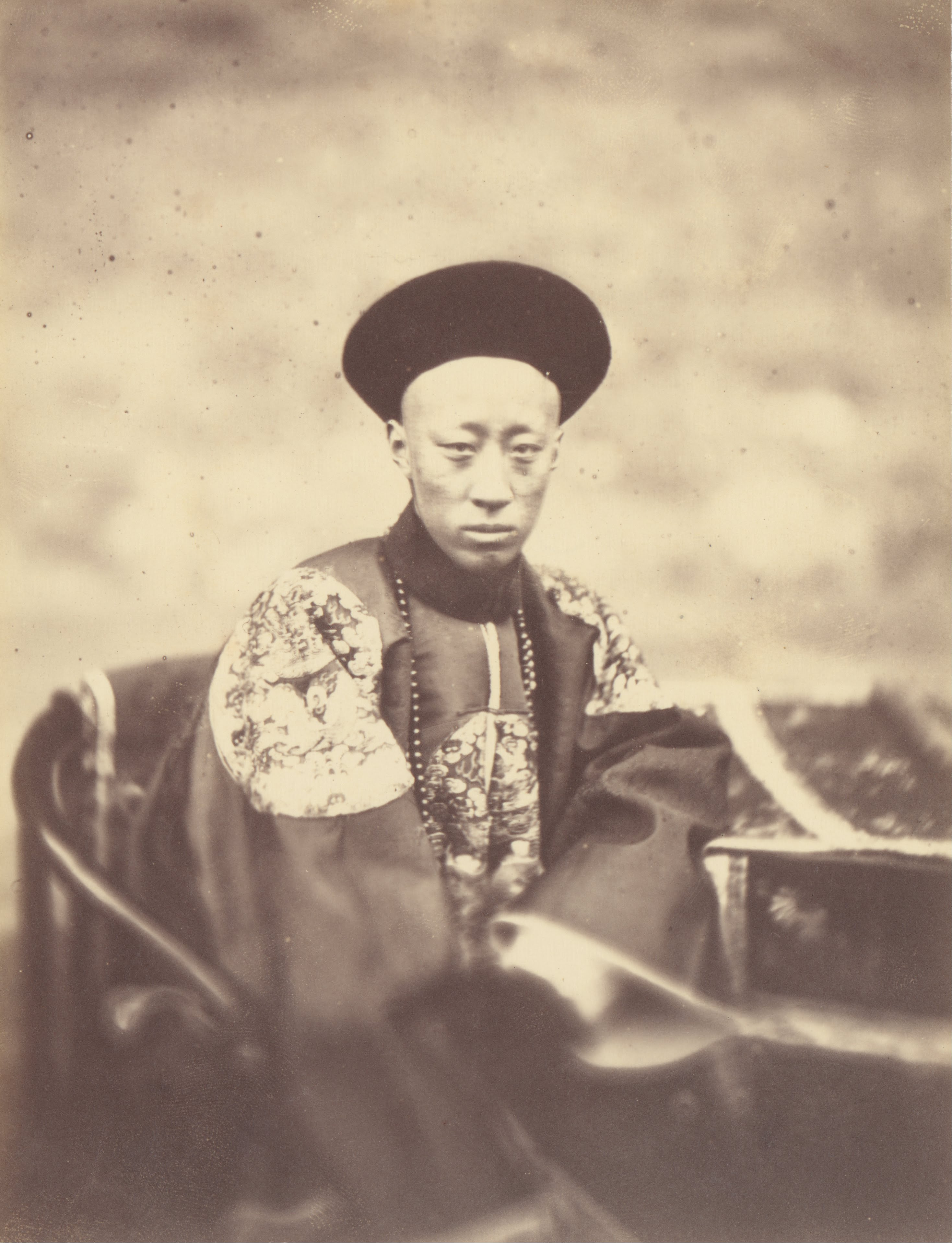
Yixin (Prince Gong)
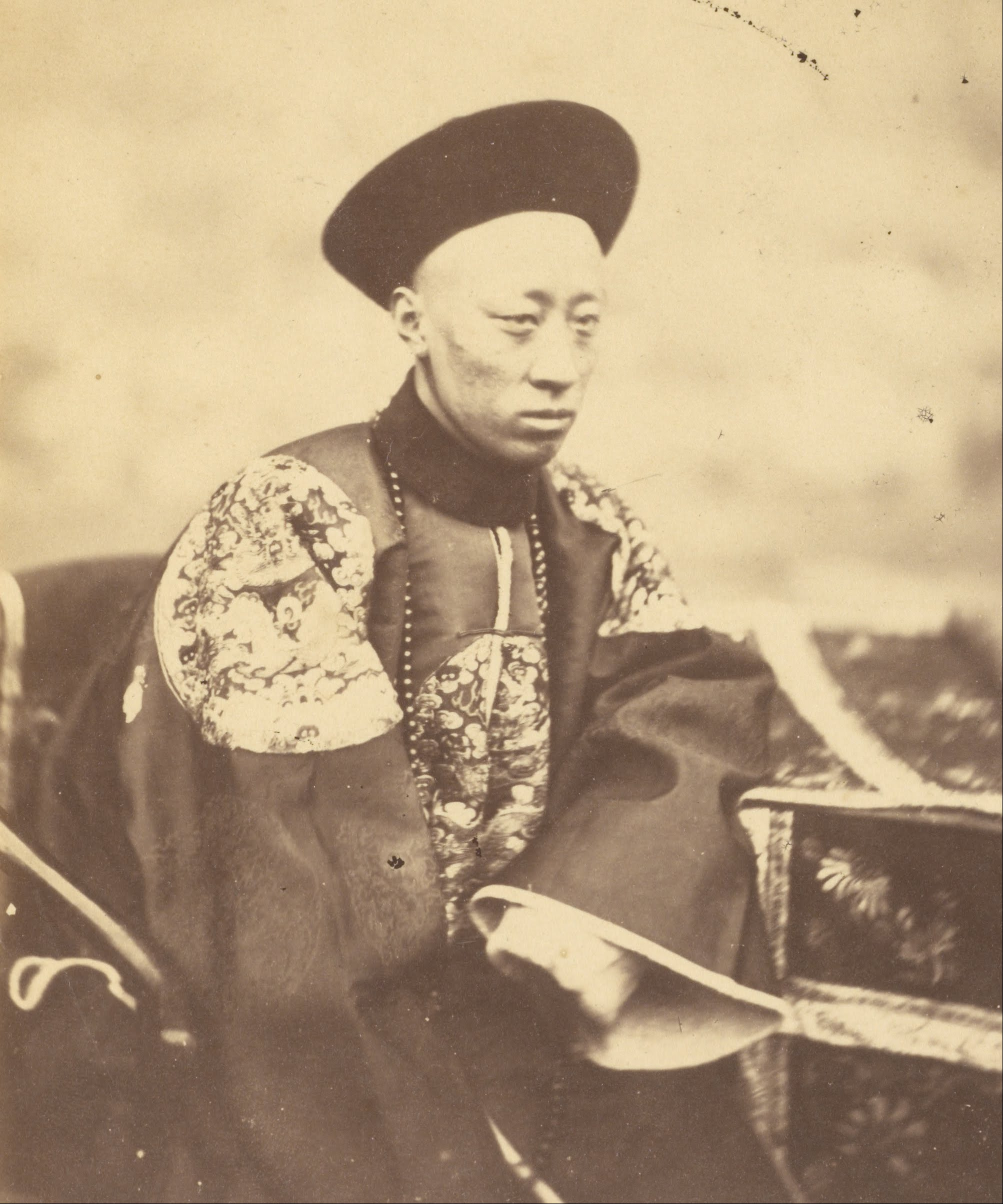
Yixin (Prince Gong)
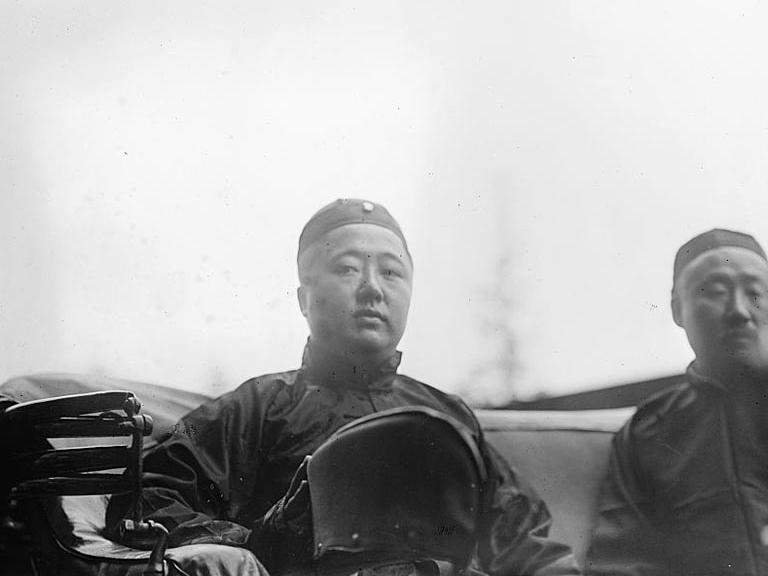
Zaixun (Prince Rui) in the United States
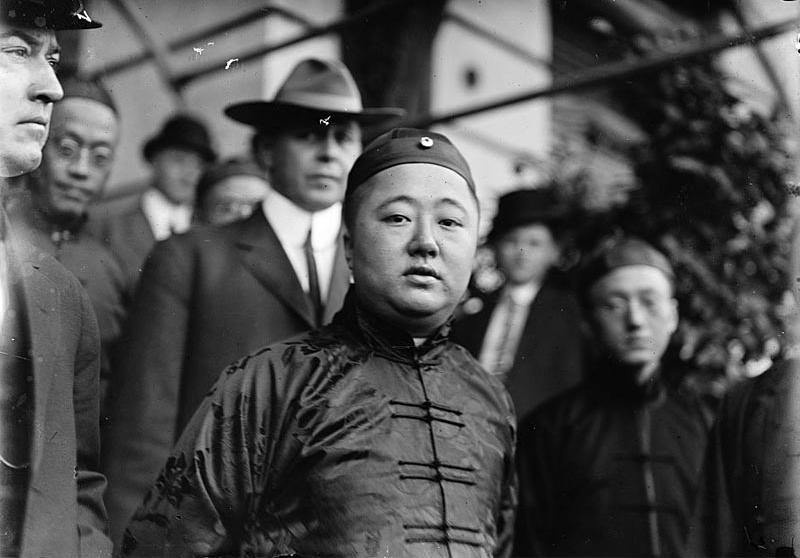
Zaixun (Prince Rui) in the United States
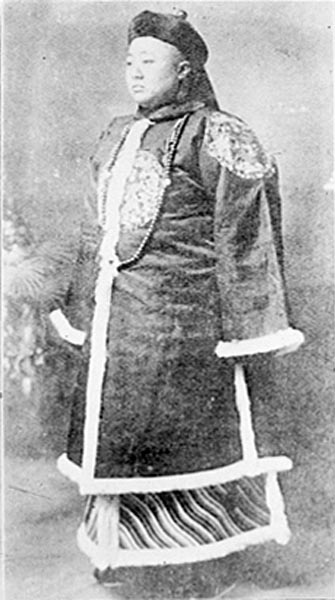
Zaixun (Prince Rui)
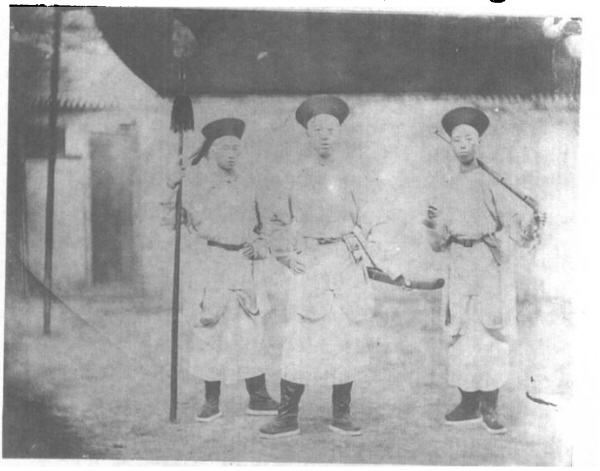
Yixuan (Prince Chun)
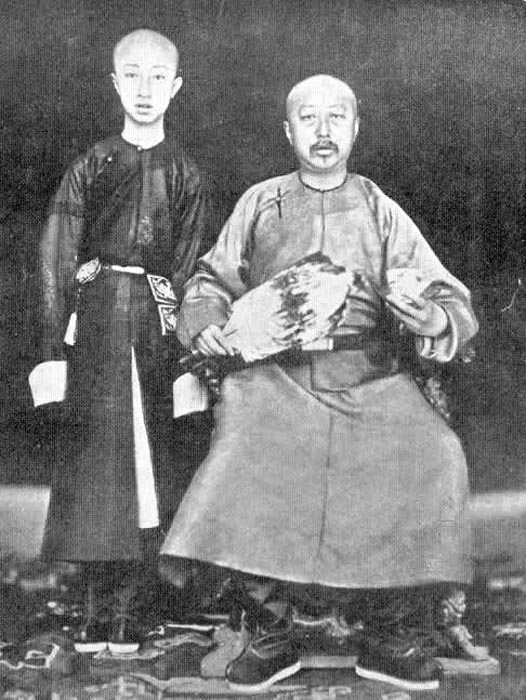
Yixuan (Prince Chun)
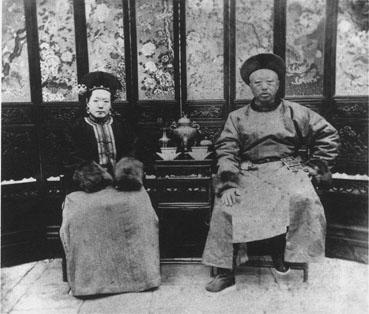
Yixuan (Prince Chun) and his wife
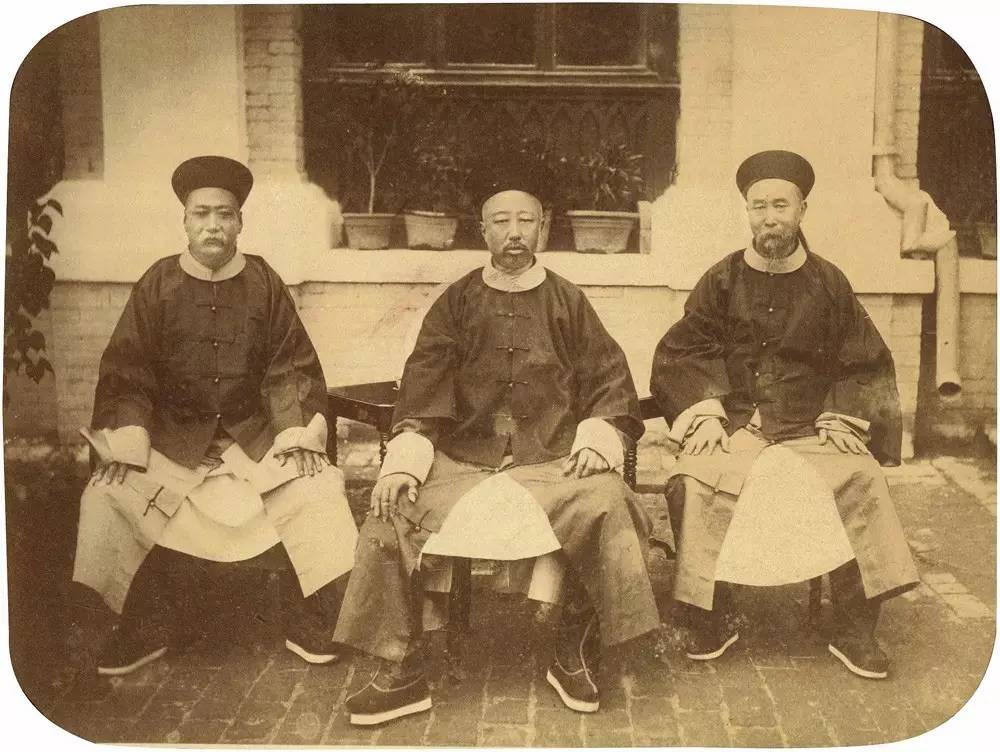
Yixuan (Prince Chun) with Li Hongzhang and Shanqing
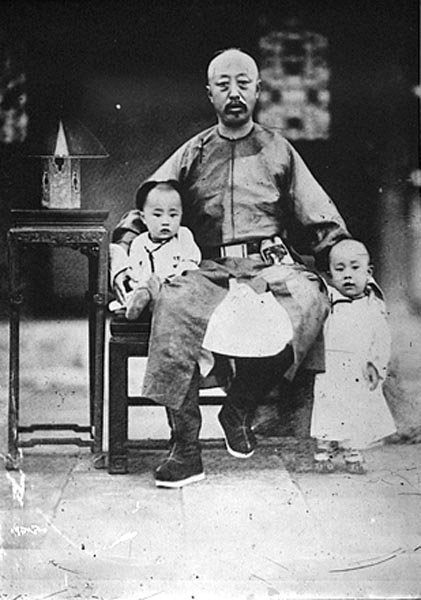
Yixuan (Prince Chun) with his sons Zaixun and Zaifeng
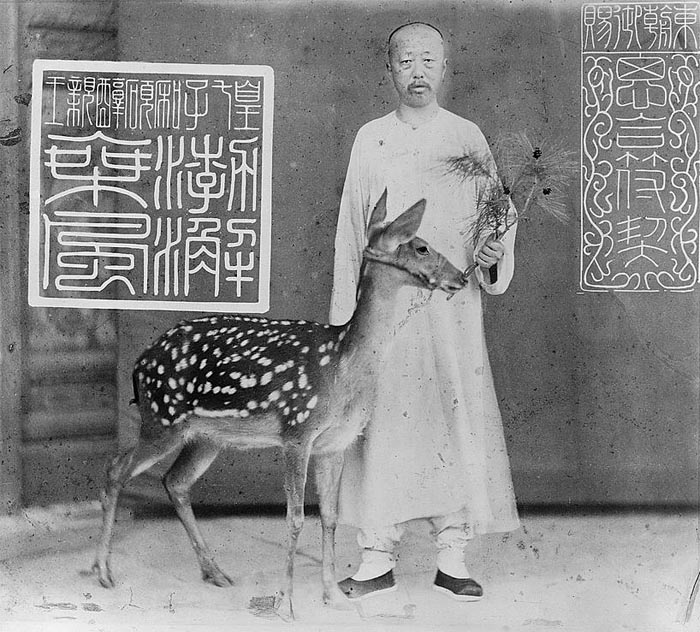
Yixuan (Prince Chun)
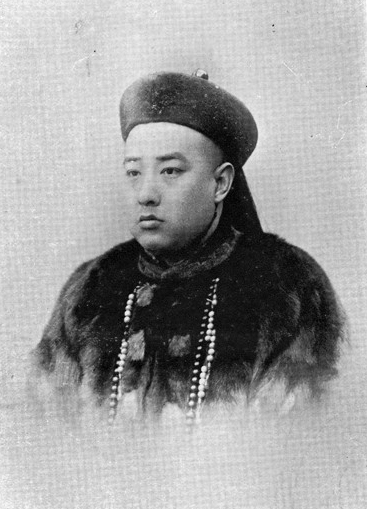
Zaizhen (Prince Qing)
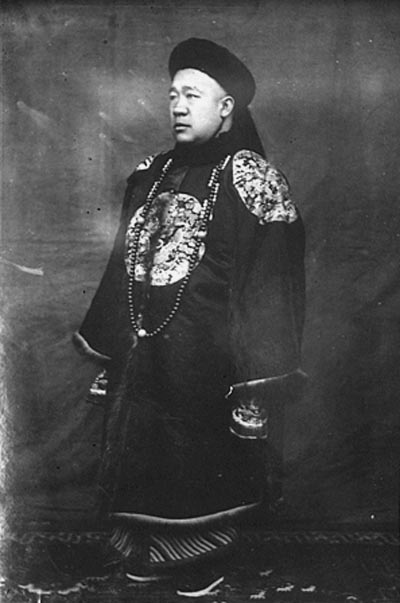
Shanqi (Prince Su)
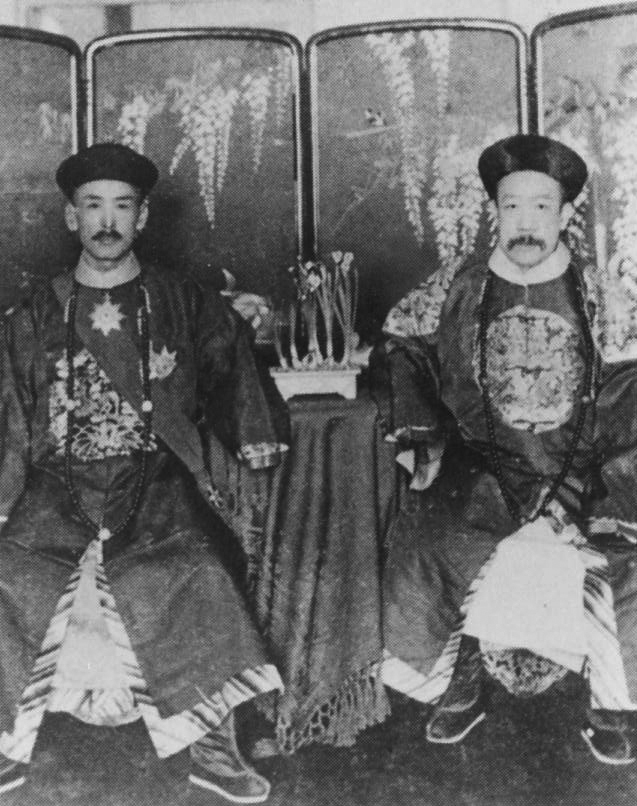
Shanqi (Prince Su)
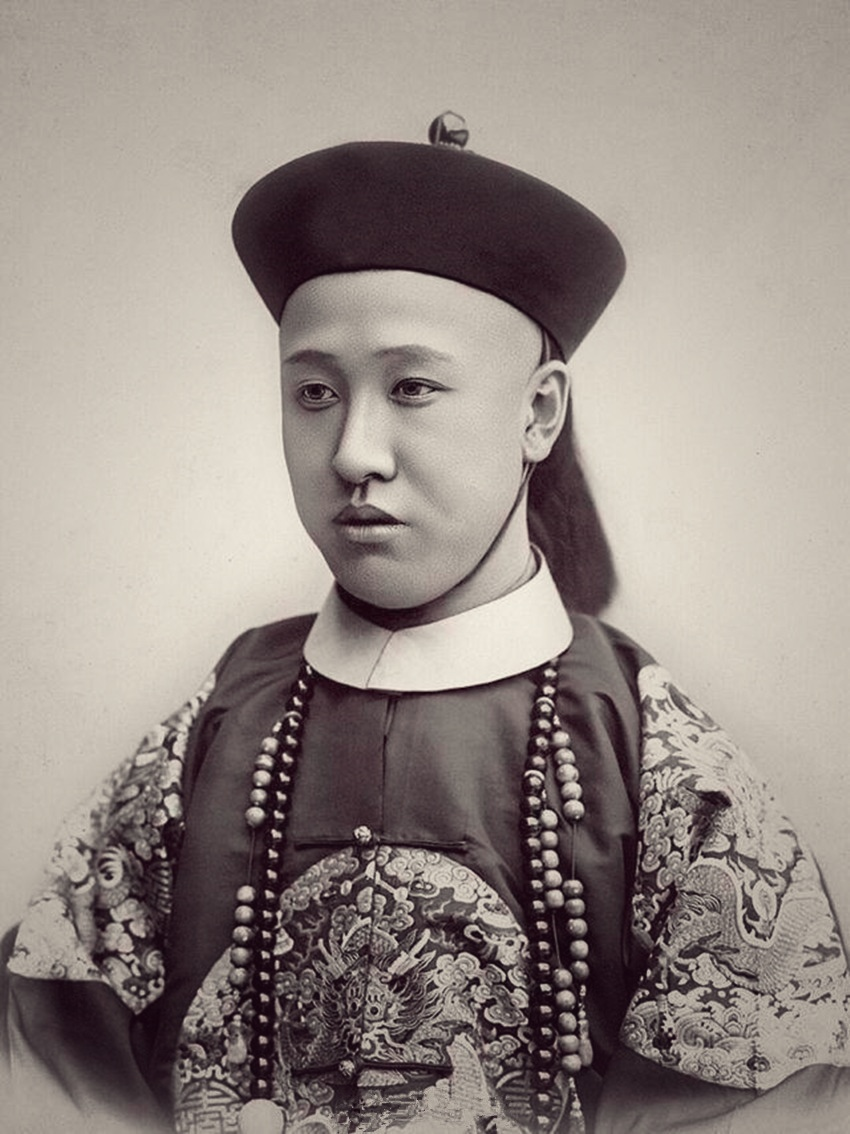
Zaifeng (Prince Chun)
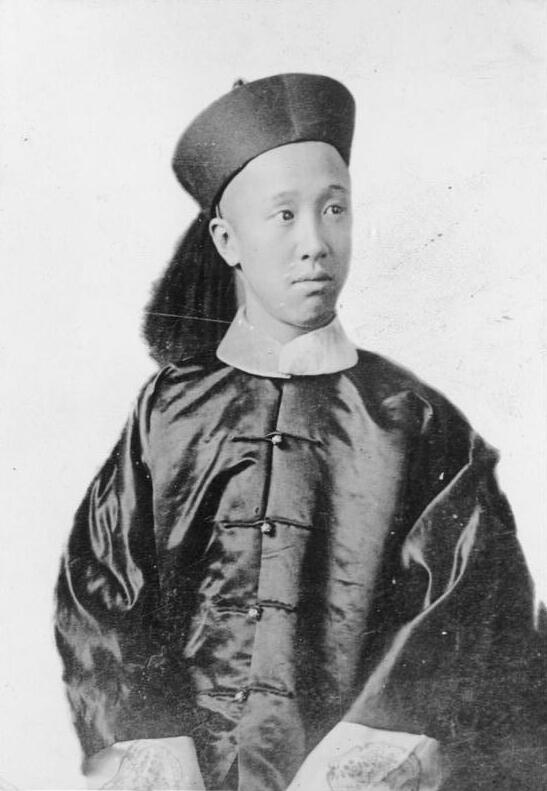
Zaifeng (Prince Chun)
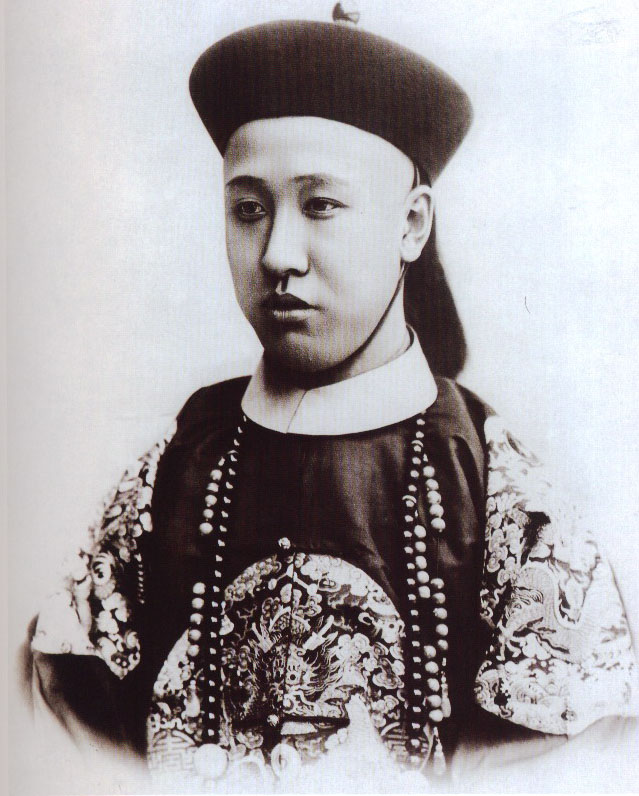
Zaifeng (Prince Chun)
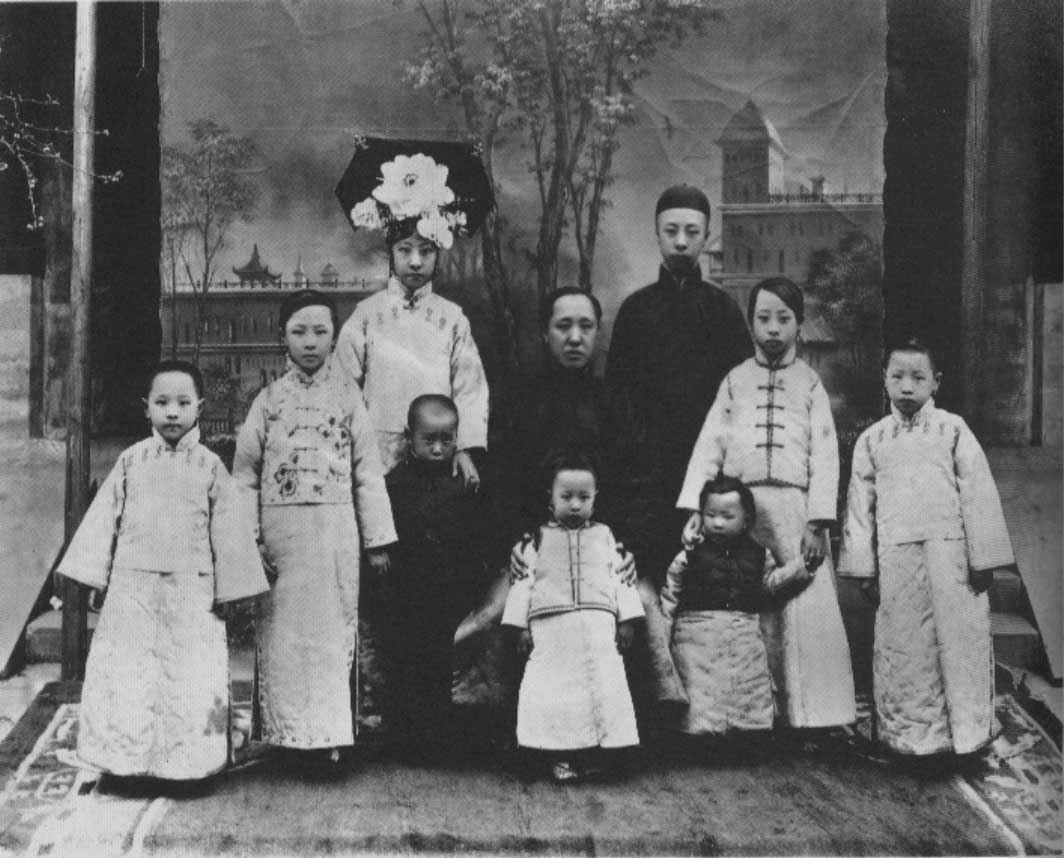
Zaifeng (Prince Chun) and his family
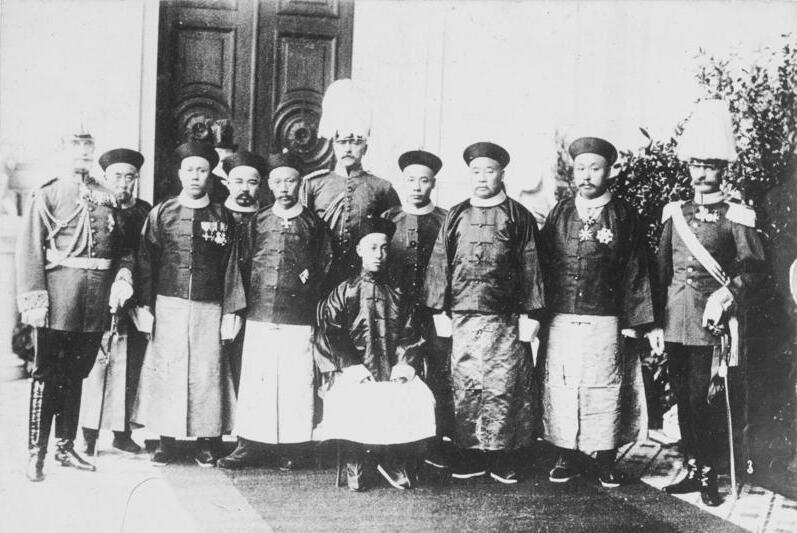
Zaifeng (Prince Chun) with his escorts and German officers in Qingdao
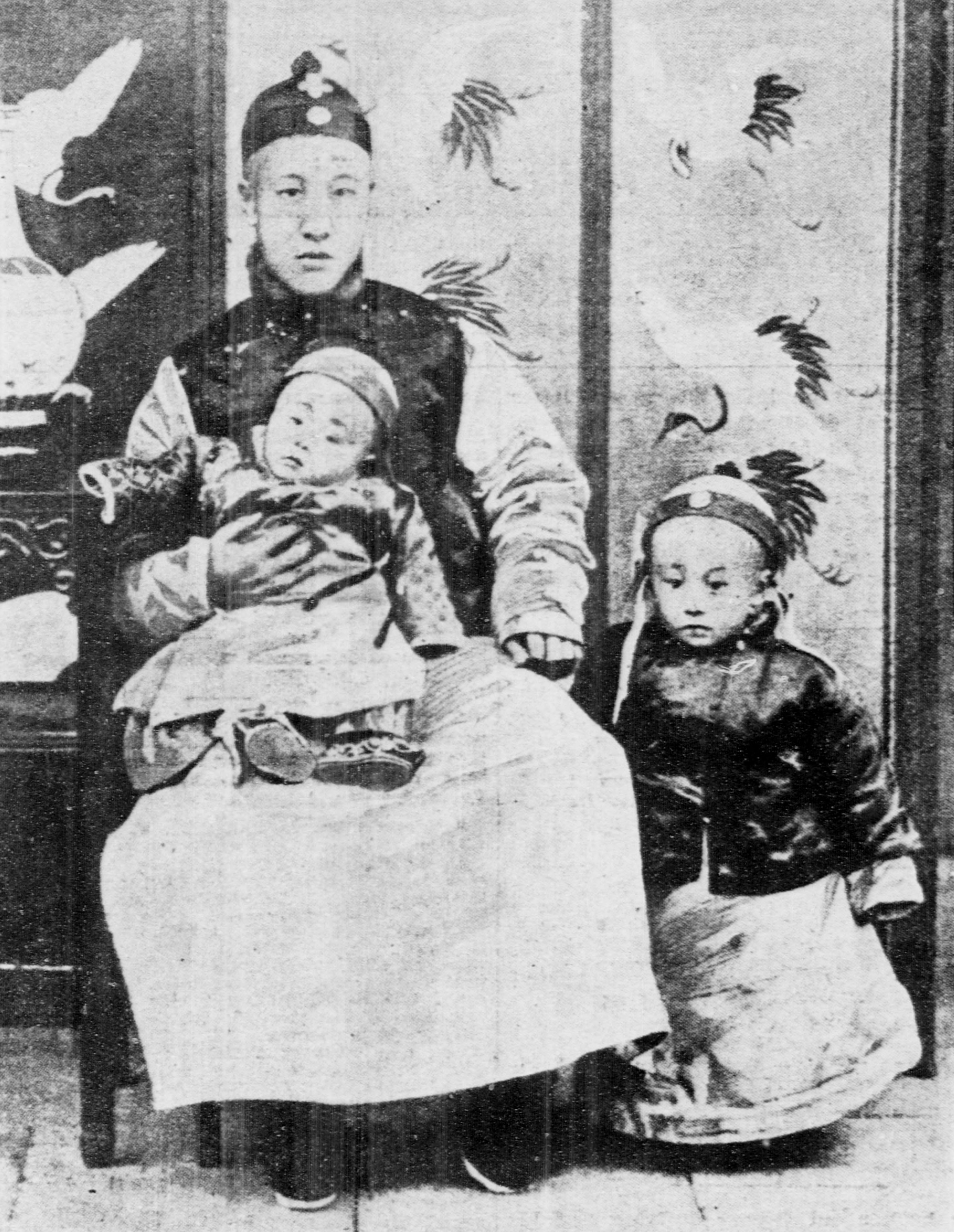
Zaifeng (Prince Chun) and his sons, Puyi and Pujie
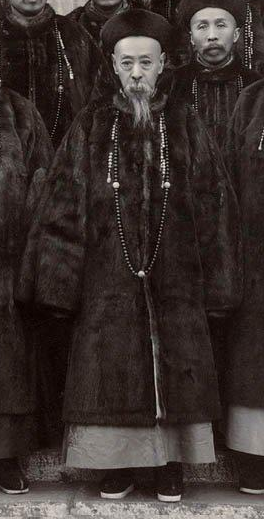
Yikuang (Prince Qing)
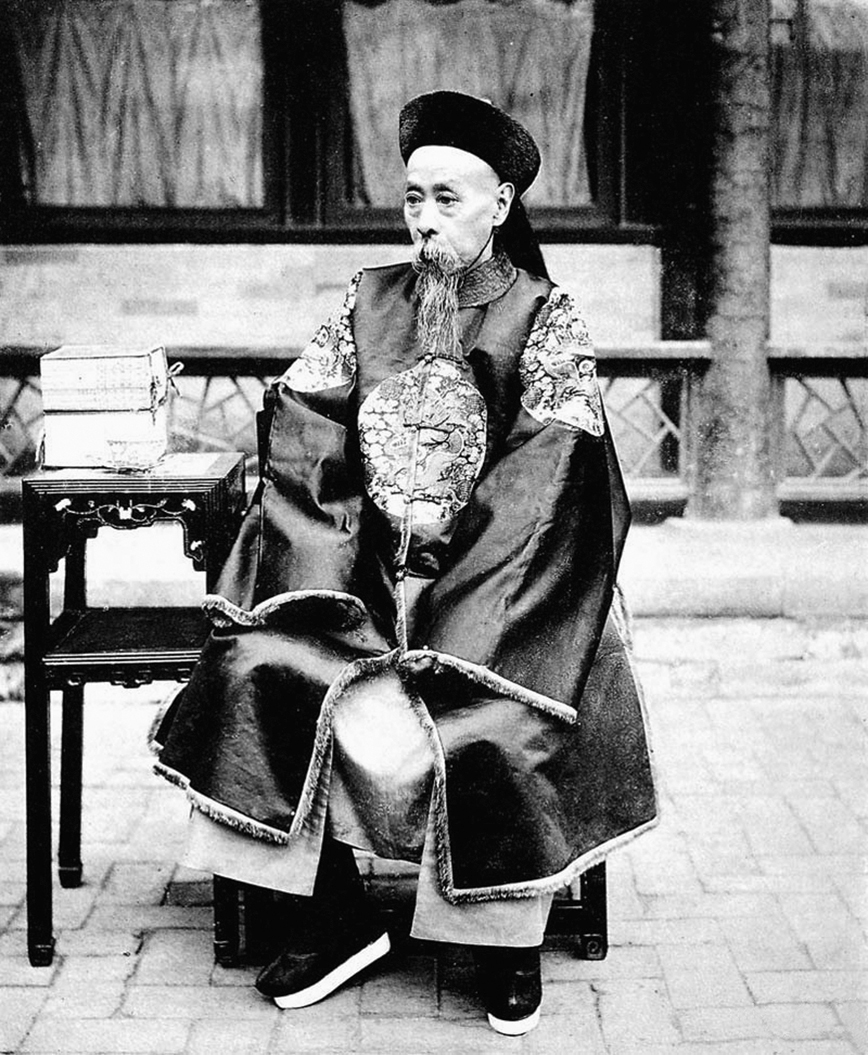
Yikuang (Prince Qing)